# Église de la Résurrection de Lazare
L'église de la Résurrection de Lazare ou église de Lazare (en russe : Церковь Лазаря Праведного Воскрешения ou Лазаревская церковь) est une église à cinq coupoles en bulbes, située dans la partie centrale de Souzdal entre la place du marché et le monastère de la Déposition-de-la-robe-de-la-Vierge. C'est le plus ancien édifice de la ville : il date de 1667. L'édifice voisin est l'Église d'Antipas de Pergame (1745), qui est une église chauffée (d'hiver). Elle est située au no 73b de la rue Lénine, l'artère principale de la ville.
C'est la première église à cinq coupoles construite à Souzdal, à la place d'une église en bois du XVe siècle. Elle était d'abord conçue avec un clocher en forme de tente, qui a été remplacé par la suite en un toit à tambours et bulbes. Le plan est carré et trois façades sont décorées de portails. Les larges corniches sont recouvertes de kokochniks, de bandes de faïences, de ceintures de briques saillantes. Du côté est de l'édifice, trois absides s'accolent au pied de la façade. Sur le toit, des tambours, percés d'étroites fenêtres, sont garnis d'arcatures semi-circulaires à leur base. Les ouvertures garnies de fenêtres sont relativement rares dans ce type d'église à deux piliers. Elles permettent d'éclairer l'intérieur par le haut des voûtes. Au-dessus de la corniche des kokochniks garnissent les quatre pans du toit de leur forme de fer à cheval et sur deux rangées. À l'intérieur, deux piliers servent de base aux arcs, laissant passer la lumière au centre et aux quatre coins de l'édifice grâce aux ouvertures percées dans les tambours.

## Sources
1. ↑  (ru) « Церковь Лазаревская », Informations du Registre d'État unifié des objets du patrimoine culturel , obtenues à l'aide de l'API de données ouvertes du ministère de la Culture de la fédération de Russie (consulté le 17 septembre 2023)

- Лазаревская и Антипиевская церквиÉglise d'Antipas de Pergame (Souzdal) et l'Église de la Résurrection de Lazare.
- Н. Н. Воронин. Владимир, Боголюбово, Суздаль, Юрьев-Польской (книга-спутник по древним городам Владимирской земли) (Nikolaï Voronine : Vladimir, Souzdal, Iourev-Polski)

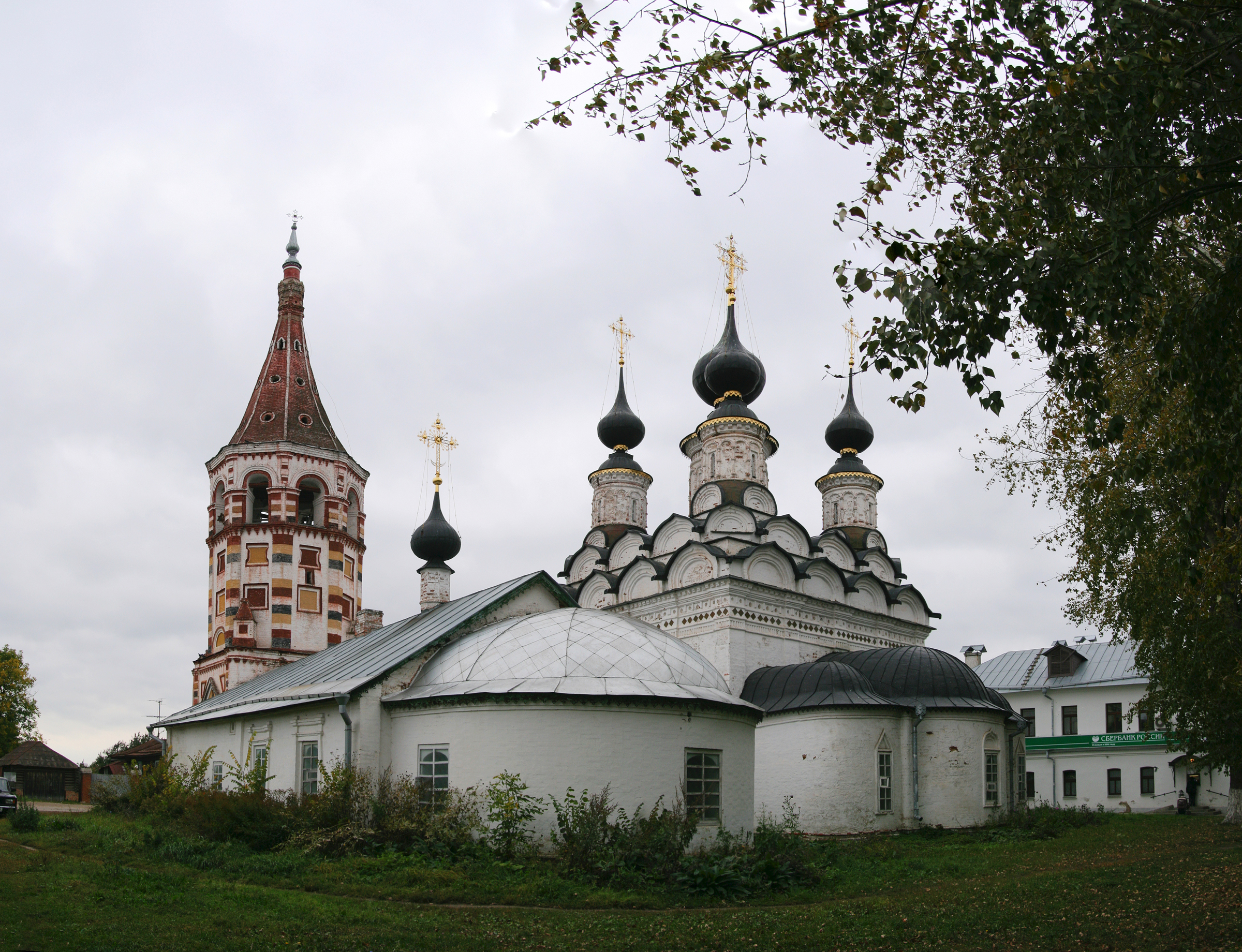
église d'Antipas et celle de Lazare voisines

## Liens
- Круговая панорама Лазаревской и Антипиевской церквей Église d'Antipas de Pergame (Souzdal) et l'Église de la Résurrection de Lazare, Panorama
- Интерактивная панорама интерьера церкви в Реестре храмов России Panorama

- (ru) Cet article est partiellement ou en totalité issu de l’article de Wikipédia en russe intitulé « Лазаревская церковь (Суздаль) » (voir la liste des auteurs).